# Günter Werno
Günter Werno (Neunkirchen, 17 settembre 1965) è un tastierista tedesco noto per essere un ex membro del gruppo progressive metal Vanden Plas.
Vanta diverse collaborazioni con vari artisti, tra i Pink Cream 69, Place Vendome, D. C. Cooper, David Readman, Michael Kiske, Kamelot, Missa Mercuria, Ian Parry, Elegy. 
È considerato, insieme a Derek Sherinian, Tom Brislin, Michael Pinnella e Per Wiberg, uno dei migliori tastieristi progressive metal della sua generazione.

## Discografia

### Collaborazioni
- David Readman
- Place Vendome
- D. C. Cooper
- Missa Mercuria
- Ian Parry's Consortium Project I & II
- Kamelot (Live Tour 2000)
- Elegy - Forbidden Fruit
- Pink Cream 69